# Пашина
Пашина (на гръцки: Πάσσινα, Пасина) е обезлюдено село в Гърция, намиращо се на територията на дем Просечен, област Източна Македония и Тракия.

## География
Селото се намирало в южните склонове планината Щудер.

## История
В XIX век Пашина е турско юрушко село в Османската империя. На практика е една от махалите на Чали Баши.
Пашина попада в Гърция в 1913 година. Селото пострадва силно от Балканските войни и не се споменава в преброяването от 1913 година, което значи, че е обезлюдено.